# 副田高行
副田 高行（そえだ たかゆき、1950年2月24日 - ）は、日本のグラフィックデザイナー、アートディレクターである。
1950年、福岡県生まれ、東京都育ち。1968年、東京都立工芸高等学校デザイン科卒業。スタンダード通信社、サン・アド、仲畑広告制作所を経て副田デザイン制作所設立。
東京アートディレクターズクラブ会員、日本グラフィックデザイナー協会会員。

## 受賞
朝日広告賞、東京ADC賞、TCC特別賞、毎日広告デザイン賞、読売広告大賞、フジサンケイグループ広告大賞新聞制作者賞、日経広告賞、日経広告賞商品広告賞など受賞多数。

## 参考資料
- ADC年鑑（1998年）